# Спасская волость (Бронницкий уезд)
Спасская волость — волость в составе Бронницкого уезда Московской губернии. Существовала до 1929 года. Центром волости было село Морчуги.
По данным 1919 года в Спасской волости было 14 сельсоветов: Аргуновский, Бельковский, Вертячевский, Глиньковский, Городищенский, Константиновский, Косяковский, Маришкинский, Марчуговский, Новлянский, Трофимовский, Хлопковский, Чемодуровский и Шишинский.
В 1923 году Косяковский с/с был присоединён к Аргуновскому, а Чемодуровский — к Трофимовскому. Вертячевский и Глиньковский с/с были объединены в Вертячево-Глиньковский с/с. Были образованы Гостиловский, Перебатинский и Петровский с/с; упразднены Бельковский и Шишинский с/с.
В 1924 году Аргуновский с/с был переименован в Косяковский, Вертячево-Глиньковский — в Вертячевский, Трофимовский — в Чемодуровский.
В 1925 году Вертячевский с/с был переименован в Глиньковский, а Перебатинский — в Фединский.
В 1926 году был воссоздан Аргуновский с/с.
В ходе реформы административно-территориального деления СССР в 1929 году Спасская волость была упразднена.